# Ioachim Moldoveanu
Ioachim Moldoveanu (* 1913 in Marosújvár, Österreich-Ungarn; † 31. Juli 1981) war ein rumänischer Fußballspieler. Er bestritt 111 Spiele in der höchsten rumänischen Fußballliga, der Divizia A, und nahm an der Fußball-Weltmeisterschaft 1938 teil.

## Karriere als Spieler
Moldoveanu begann seine Karriere im Jahr 1934 bei Ceramica Bistrița in der neu gegründeten Divizia B, der zweithöchsten Spielklasse Rumäniens. Schon nach einer Saison verließ er den Klub wieder und schloss sich CFR Bukarest (später Rapid Bukarest) an, das in der Divizia A spielte. Er blieb dem Verein bis zum Ende seiner aktiven Laufbahn im Jahr 1948 treu – abgesehen von einer Unterbrechung in der Saison 1946/47, wo er für Grivița CFR Bukarest in der Divizia B spielte. Zwar konnte er keine Meisterschaft gewinnen, holte aber von 1937 bis 1942 sechs Mal in Folge den rumänischen Pokal – ein bis zum heutigen Tage unerreichter Rekord.

## Nationalmannschaft
Moldoveanu kam von 1937 bis 1943 in elf Partien der rumänischen Nationalmannschaft zum Einsatz, erzielte dabei jedoch kein Tor. Sein Debüt gab er am 27. Juni 1937 gegen Schweden. Ein Jahr später nominierte ihn Nationaltrainer Alexandru Săvulescu für die Fußball-Weltmeisterschaft in Frankreich, wo er im Wiederholungsspiel gegen Kuba zum Einsatz kam.

## Karriere als Trainer
Im Jahr 1948 betreute Moldoveanu für kurze Zeit die Mannschaft von CFR Bukarest in der Divizia A.

## Erfolge

### Als Spieler
- WM-Teilnehmer: 1938
- Rumänischer Pokalsieger: 1937, 1938, 1939, 1940, 1941, 1942
- Rumänischer Vizemeister: 1937, 1938, 1940, 1941